# Шевченко, Кирилл Евгеньевич
Кирилл Евгеньевич Шевченко (укр. Кирило Євгенович Шевченко; род. 25 октября 1972, Тула, РСФСР, СССР) — украинский банкир. Председатель Национального банка Украины (2020—2022).

## Образование
В 1994 году получил диплом Харьковского государственного экономического университета по специальности «Бухгалтерский учёт и анализ хозяйственной деятельности». Также обладает дипломом магистра по специальности «Экология» Национального педагогического университета имени М. П. Драгоманова. 1997 г. — Профессиональный участник фондового рынка. 2006—2007 гг. — Повышение квалификации для руководителей финансовых учреждений в Украинском институте развития фондового рынка Киевского национального экономического университета.

## Трудовая деятельность
Сентябрь 1987 — август 1989 — ремонтник на шахте имени Ильича в городе Стаханове Луганской области.
Август 1994 — март 1995 —  экономист сектора вкладных операций, экономист кредитного отдела, и. о. начальника сектора кредитного отдела по привлечению кредитных ресурсов «Украинского кредитного банка».
Март — сентябрь 1995 — экономист отдела экспертов, экономист, ведущий экономист сектора кредитных ресурсов кредитного отдела акционерного почтово-пенсионного банка «Аваль».
Октябрь 1995 — декабрь 2006 — начальник отдела нормативов, заместитель начальника управления активно-пассивных операций, заместитель председателя правления, первый заместитель председателя правления банка «Финансы и кредит».
Декабрь 2006 — май 2009 — председатель правления Государственного ипотечного учреждения.
Май — сентябрь 2009 — советник премьер-министра Украины Юлии Тимошенко.
Сентябрь 2009 — апрель 2010 — первый заместитель председателя правления «Укргазбанка».
Апрель — декабрь 2011 — председатель правления «Украинской стратегической группы».
Февраль — апрель 2012 — председатель правления АО «СКПД».
Май 2012 — август 2014 — советник секретариата председателя «Ощадбанка».
С 7 октября 2014 года — первый заместитель председателя правления «Укргазбанка».
С 26 декабря 2014 года — и. о. председателя правления «Укргазбанка».
С 28 мая 2015 года — по результатам открытого конкурса избран председателем правления «Укргазбанка».
После отставки 3 июля 2020 года председателя Национального банка Украины — Якова Смолия и назначения на этот пост 16 июля 2020 года Кирилла Шевченко со стороны занимавшей пост и. о. главы НБУ (3—16 июля 2020) Екатерины Рожковой начались хождения по иностранным посольствам с настойчивыми просьбами к послам — ультимативно потребовать «сохранить в полном объёме команду Валерии Гонтаревой в НБУ».
Президент Владимир Зеленский, официально представляя нового главу сотрудникам Нацбанка, отметил, что Кирилл Шевченко является «именно тем профессионалом, который необходим и НБУ, и экономике, и всей Украине», что его выбрали из-за «равноудалённости» как от украинского политикума, так и от МВФ.
Член Национального инвестиционного совета (с 14 августа 2020). Член СНБО (с 17 августа 2020 года).
В сентябре 2020 года министр Кабинета министров Олег Немчинов обратился к главе Национального банка Кириллу Шевченко с просьбой заменить изображения киевских князей Владимира Великого и Ярослава Мудрого на монетах номиналами 1 гривна и 2 гривны: «Я хочу попросить сбрить бороду Владимиру Великому и Ярославу Мудрому и вернуть нам наших князей в таком виде, в котором они были на оригинальных, лучших гривнах». На банкнотах первого и второго поколений Владимир Великий и Ярослав Мудрый были изображены без бород, но в 2000 годах их портреты изменили и эти же изображения попали на монеты.

## На посту главы НБУ
16 июля 2020 года Верховная Рада Украины назначила Кирилла Шевченко Главой Национального банка Украины.
Под председательством Шевченко НБУ не изменил монетарную политику и продолжил ее курс на балансировку между реакцией на инфляцию и восстановление экономики. А решения НБУ являются прогнозированными и понятными рынку.
Одним из достижений Кирилла Шевченко на должности главы НБУ ЛІГА.net назвала продолжение сотрудничества с МВФ после длительной паузы.
В 2020 году в период коронакризиса Национальный банк Украины начал использование нетрадиционных монетарных инструментов, которые оказали дополнительную помощь банковской системе и кредитованию в самый сложный период кризиса и на начальном этапе экономического восстановления. После возврата экономики к восстановлению в 2021 году НБУ начал постепенное сворачивание этих механизмов.
25 января 2021 года в НБУ состоялось подписание кредитного соглашения между Министерством финансов Украины, Международной финансовой корпорацией (International Finance Corporation, IFC) и АБ «Укргазбанк» о предоставлении кредита в размере 30 млн евро с возможностью дальнейшей конвертации кредитных средств в уставной капитал банка.
С 1 апреля 2021 года был введён новый пруденциальный норматив NSFR.
16 апреля 2021 года под руководством Шевченко Национальный банк начал сотрудничество с Международной финансовой корпорацией IFC над развитием «зелёного финансирования».
НБУ завершил 2021 год с позитивным сальдо валютных интервенций в объёме 2,4 млрд. дол. США, что дало возможность нарастить международные резервы до 31 млрд. дол. США (то есть на 6 % больше). Резервы достигли рекордного уровня.
В 2021 году НБУ разработал новую институционную стратегию Национального банка до 2025 года с фокусом на активизацию экономического роста и цифровизацию.
Одним из достижений Кирилла Шевченко в должности главы НБУ ЛІГА.net назвала продолжение сотрудничества с МВФ после длительной паузы.
Деятельность НБУ при Шевченко характеризовалась независимостью от власти в принятии и реализации решений, что являлось определяющим фактором для МВФ и других кредиторов в вопросе финансирования Украины.
В январе 2022 года, на фоне новостей о возможном военном вторжении РФ в Украину, НБУ под председательством Кирилла Шевченко проводил сбалансированную политику валютных интервенций, благодаря чему удалось противодействовать девальвации, которая началась через психологический фактор, и стабилизировать курс гривны.
НБУ под руководством Шевченко обеспечил бесперебойную работу финансовой системы в период начала полномасштабной войны. 24 февраля 2022 года, в начале российского вторжения, НБУ зафиксировал курс доллара и ввел валютные ограничения и ограничения на снятие наличных, чтобы предотвратить отток капитала. Среди других важнейших решений НБУ стала фиксация ключевой ставки и обменного курса, поддержка банковских отделений и банкоматов наличными, взаимодействие с центральными банками других стран по обмену наличной гривны беженцев, бланковое рефинансирование, ослабление банковских регуляций, повышение учётной ставки с 10 до 25% более масштабного обесценивания гривны, сохранения международных резервов на уровне более 25 млрд долларов и удержания инфляции на более низком уровне по сравнению с некоторыми странами Восточной Европы.
В дипломатической плоскости были проведены переговоры с МВФ по поводу новой программы и выделения двух траншей Rapid Financing, что позволило профинансировать дефицит бюджета.
По мнению народного депутата Украины Ярослава Железняка, первого заместителя председателя Комитета Верховной Рады Украины по вопросам финансов, налоговой и таможенной политики, НБУ во времена руководства Шевченко оказался одним из немногих государственных органов власти, которые были лучше всего подготовлены к войне и наиболее эффективно справились со своей задачей.
Подал официальное заявление об отставке с должности главы НБУ 4 октября 2022 года.
Причиной решения уйти в отставку, по заявлению Шевченко, стали проблемы со здоровьем «которые я не могу в дальнейшем игнорировать».

## Критика
В мае 2021 года в издании The Page опубликовали журналистское расследование, в котором вину за вывод из Терра Банка 40 млн. долларов в австрийский банк Meinl возложили на Кирилла Шевченко. По мнению расследователей, Кирилл Шевченко формально покинул пост в Терра Банке, но на практике сохранял над ним контроль на протяжении всего процесса вывода средств.
В июне 2021 года Информнапалм обвинила Кирилла Шевченко в том, что в 2016 году он якобы побывал в Российской Федерации через Минск.
В 2022 году организация Украинский национальный союз выступила с требованием увольнения Кирилла Шевченко с должности в связи с подозрением в коррупции и связях с Россией.

## Уголовное дело
6 октября 2022 года Национальное антикоррупционное бюро и Специализированная антикоррупционная прокуратура сообщили о подозрении в противозаконных действиях главе Национального банка Кириллу Шевченко и еще четырем лицам в период его руководства «Укргазбанком», которая привела к убыткам в сумме более 206 млн гривен. По данным следствия, в течение 2014—2019 годов должностные лица «Укргазбанка» заключали фиктивные договоры с физическими и юридическими лицами, которые были посредниками в привлечении средств крупного бизнеса и государственных учреждений и предприятий в пользу «Укргазбанка» и получали средства за предоставление «посреднических» услуг.
24 октября НАБУ объявило в розыск. 25 октября Шевченко сообщил, что состоит на консульском учете в стране ЕС и официально уведомил НАБУ и САП о своём фактическом местонахождении. Также он обратился в посольство с просьбой предоставить помещение для организации видеосвязи на время допроса. Отдельно Шевченко высказал мнение, что объявление его в розыск — лишнее подтверждение ангажированности и политизированности следствия и призвал НАБУ обеспечить открытость, прозрачность и беспристрастность процесса. Досудебное расследование по состоянию на конец октября 2022 года продолжается.

## Награды и достижения
«Человек года 2017» в номинации «Финансист года».
FINANCIAL CLUB AWARDS от ИА «Финансовый клуб» в номинации «Представители органов власти» за результатами исследования «Финансовое признание» (2021).

## Семья
Женат, воспитывает дочь.